# 長野アークス
協同組合長野アークス（ながのアークス、英称:Nagano ARCS）は、長野県長野市にある卸売センター。「アークス」は当卸売センターの所在地の正式の町名でもある（住居表示実施済み区域）。郵便番号は380-0918。

## 概要
- 創設：1973年（昭和48年）7月2日[1]
- 組合所在地：長野県長野市アークス1番32号[1]
- 団地総面積：101,900m2[1]

長野卸センターとして開設され、1993年（平成5年）にCIの導入により「Archives Square」を略したアークス（ARCS）と改名した。主に卸業者など43社・団体が本社・本部や営業所を置く。
2003年（平成15年）に住居表示が実施され、アークスは正式な地名となった。地区の南端には犀川が流れ、東端を国道18号が通る。周囲は以下の大字・町と接する。
地区内の人口は、0世帯 0人（平成21年1月1日現在）。日本国内に15万以上ある町・大字の中で、五十音順に並べると、アークスが先頭になる。

### 沿革
- 1965年（昭和40年）11月19日 - 長野総合卸商業協同組合を設立
- 1971年（昭和46年）12月21日 - 地区の名称を長野卸センターとする
- 1973年（昭和48年）
  - 2月 - 第一期工事完了。24社の社屋が完成する
  - 7月2日 - 団地創設祝賀式典
- 1974年（昭和49年）5月 - 第二期工事完了。6社の社屋が完成する
- 1975年（昭和50年）2月26日 - 共同出資会社長野総商株式会社を設立
- 1979年（昭和54年）3月 - 補完工事完了。6社の社屋が完成する
- 1987年（昭和62年）
  - 5月26日 - 中小企業事業団理事長表彰受賞
  - 8月22日 - 長野県卸商業団地連絡協議会が設立される
  - 9月29日 - 共同でVAN会社株式会社信州流通ネットワークを設立
- 1988年（昭和63年）6月1日 - 共同で長野県卸商業団地健康保険組合を設立
- 1990年（平成2年）11月1日 - 共同で長野県卸商業団地厚生年金基金を設立
- 1991年（平成3年）8月28日 - 中小企業庁長官表彰受賞
- 1993年（平成5年）
  - 1月1日 - CIを導入。地区名称をアークスとし、組合名を協同組合長野アークスとする
  - 4月1日 - 学校法人平青学園国際情報専門学校長野平青学園開校
  - 10月26日 - 通商産業大臣表彰受賞
- 2003年（平成15年）10月27日 - 住居表示実施。大字若里・大字川合新田の各一部がアークス・若里七丁目となる
- 2014年（平成26年）11月2日 - プロレスリング・ノアのグローバル・リーグ戦をアークスホールで開催。同ホールでプロレスが行われるのは初である。

#### 歴代理事長
- 初代：夏目幸一郎（1965-1991）
- 2代：中村一雄（1991-1998）
- 3代：夏目潔（1999-現在）

### 共同施設
- アークスセンター
  - アークスホール[1]
  - 第1～第3会議室[4]
  - レストラン「クレール」[5]
  - アークス歯科医院[6]
  - 長野アークス簡易郵便局[7]
  - 駐車場（100台）[1]
- 共同駐車場（500台）[1]

※かつては売店、八十二銀行ATMも存在したが売店は2011年3月31日に閉店しており、ATMは2013年6月29日に廃止になっている。

### 関連法人
- 長野総商有限会社 - 損害保険・給油事業
- 長野県卸商業団地健康保険組合
- 長野県卸商業団地厚生年金基金
- 株式会社信州流通システム - 共同流通VAN会社
- 学校法人平青学園（国際情報専門学校長野平青学園）

## 地区内の事業所

### 組合員
- 本社所在の欄が「○」となっているのは、アークス内に本社を置く企業

| 社名                           | 業種                             | 本社所在       |
| ------------------------------ | -------------------------------- | -------------- |
| 越前屋                         | インテリア資材卸                 | ○              |
| エヌワイビー                   | 製菓・製パン機械卸               | ○              |
| 金松商事                       | 農業資材卸・ビニール製品卸       | ○              |
| 信防エディックス               | 検疫薬品・日用品卸               | ○              |
| 台東食品                       | 菓子・食品・C&C卸                | ○              |
| 大丸屋                         | カバン袋物・節句人形卸           | ○              |
| 長野繊維興業                   | 寝具・タオル類卸                 | ○              |
| マルナカ通商                   | 日用雑貨・履物・インテリア卸     | ○              |
| ヤナギ                         | 履物類・ユニフォーム・C&C卸      | ○              |
| 花王カスタマーマーケティング   | 日用雑貨卸                       | 東京都         |
| 昭産商事                       | 食料品卸                         | 東京都         |
| 昭和電機産業                   | 電気機器卸・電設資材卸           | 長野市三輪     |
| 信越アステック                 | 空調機器・建設資材卸             | 東京都         |
| 信越ワキタ                     | 医療・印刷・OA機器卸             | ○              |
| 中部物産貿易                   | 肥料・建材等卸                   | 松本市         |
| 鍋林                           | 医薬品・化学品他卸               | 松本市         |
| 長野サラヤ商会                 | 産業用水処理・医薬品卸           | ○              |
| 長野三菱電機機器販売           | 電設資材卸                       | 松本市         |
| 夏目                           | 宣伝用品・洋紙・雑貨卸           | ○              |
| 学校法人平青字園               | 国際情報専門学校                 | ○              |
| 北信理化                       | 理学・精密機械卸                 | ○              |
| 山内商事                       | 測量・OA・事務機器卸             | ○              |
| 吉田興産                       | 給油・カー整備                   | 長野市若里     |
| YKK AP                         | アルミサッシ卸                   | 東京都         |
| イーストジャパントレーディング | 製パン原材料・食材卸             | ○              |
| 雲山銘醸                       | 酒類卸                           | 長野市桐原     |
| 大沢電機                       | 電設資材卸・家電卸               | 長野市篠ノ井会 |
| コウサカ                       | 防災製品卸・防災メンテナンス     | ○              |
| サニウェイ                     | ビルメンテナンス・警備           | ○              |
| 中央パッケージ                 | 包装資材機器卸                   | ○              |
| ツチヤ・エンタプライズ         | 臨床検査・菓子卸                 | ○              |
| 長野キリン販売                 | ビール・ウイスキー・酒・他飲料卸 | ○              |
| 林部本店                       | 畳材料卸                         | ○              |
| エイエフシー                   | OA機器・情報通信機器販売         | ○              |
| 長野県酒類販売                 | ビール・ウイスキー・酒・他飲料卸 | 長野市稲葉     |

### 協力会員
- 本社所在の欄が「○」となっているのは、アークス内に本社・本部を置く企業・団体

| 社名                       | 業種                         | 本社所在     |
| -------------------------- | ---------------------------- | ------------ |
| 長野県労働基準協会連合会   | 労務指導・環境測定           | ○            |
| 信越ポスタルサービス       | ゆうパック通信販売           | ○            |
| 信建総合設備               | 空調機器類販売・設計・工事   | 群馬県       |
| 信越ガスサービス           | ガス機器販売・住宅リフォーム | ○            |
| 阿南自動車                 | 共同配送・宅急便・倉庫管理   | 諏訪市       |
| C&O                        | 化粧品・装粧品C&C卸          | ○            |
| 丸冨士                     | 製菓・製パン原材料卸         | ○            |
| すみへいカルチャーセンター | カルチャーセンター           | 長野市北長池 |

## 交通

### 路線バス
構内に長電バスの以下の路線系統が乗り入れており、アークス中央停留所・アークス東停留所（降車専用）・アークス前停留所が置かれている。
- 長電バス
  - 15 長野駅東口 - アークス中央

また地区東端の国道18号上に、アルピコ交通（川中島バス）のアークス入口停留所があり、以下の路線系統が利用できる。
- アルピコ交通（川中島バス）
  - 11/21 宇木 - 長野駅 - 大塚南
  - 16 若槻東条 - 若槻団地 - 長野駅 - 大塚南
  - 17 若槻東条 - 浅川西条 - 長野駅 - 大塚南